# 핀란드의 사회보건장관
핀란드의 사회보건장관(핀란드어: Suomen sosiaali- ja terveysministeri 수오멘 소시알리 야 테르베위스미니스테리[*])은 핀란드 국가평의회에 입각하는 각료 중 하나로, 가족복지장관과 함께 사회보건부의 정무직이다.
| 역대 장관                                                  | 역대 장관                                                  | 역대 장관                                                  | 역대 장관                                                  | 역대 장관                                                  |
| 민사국장( siviilitoimituskunnan päällikkö , 1869년-1917년) | 민사국장( siviilitoimituskunnan päällikkö , 1869년-1917년) | 민사국장( siviilitoimituskunnan päällikkö , 1869년-1917년) | 민사국장( siviilitoimituskunnan päällikkö , 1869년-1917년) | 민사국장( siviilitoimituskunnan päällikkö , 1869년-1917년) |
| 각료                                                       | 정당                                                       | 정당                                                       | 임기                                                       | 원로원                                                     |
| ---------------------------------------------------------- | ---------------------------------------------------------- | ---------------------------------------------------------- | ---------------------------------------------------------- | ---------------------------------------------------------- |
| 사무엘 헨리크 안텔                                         |                                                            | 무소속                                                     | 1869년-1874년 10월 31일 †                                  | 노르덴스탐                                                 |
| 알베르트 베르네르 뉘코프                                   |                                                            | 무소속                                                     | 1875년 1월 28일-1882년 1월 8일 †                           | 노르덴스탐                                                 |
| 크리스티안 테오도르 오케르블롬                             |                                                            | 무소속                                                     | 1882년 1월 16일-1882년 10월 1일                            | 노르덴스탐                                                 |
| 라르스 테오도르 폰 헬렌스                                  |                                                            | ???                                                        | 1882년 10월 1일-1884년 1월 24일                            | 아프 포르셀레스                                            |
| 칼 구스타프 모르티머 폰 크라메르                           |                                                            | ???                                                        | 1884년 1월 24일-1885년 10월 1일                            | 아프 포르셀레스                                            |
| 볼데마르 폰 다에흔                                         |                                                            | ???                                                        | 1885년 10월 1일-1889년 2월 7일                             | 폰 트로일                                                  |
| 스텐 칼 투데르                                             |                                                            | ???                                                        | 1889년 2월 28일-1891년 11월 23일                           | 폰 트로일                                                  |
| 구스타프 악셀 사무엘 폰 트로일                             |                                                            | ???                                                        | 1891년 12월 19일-1893년 6월 3일                            | 투데르                                                     |
| 발데마르 에네베르그                                        |                                                            | 핀란드당                                                   | 1893년 6월 8일-1897년 1월 2일                              | 투데르                                                     |
| 햘마르 게오르그 팔린                                       |                                                            | ???                                                        | 1897년 1월 2일-1899년 12월 21일                            | 투데르                                                     |
| 에드바르드 폰 보에흠                                       |                                                            | ???                                                        | 1900년-1900년 10월 19일                                    | 투데르                                                     |
| 에드바르드 폰 보에흠                                       | 1900년 10월 19일-1905년 3월 29일                           | ???                                                        | 린데르                                                     |                                                            |
| 에드바르드 폰 보에흠                                       | 1905년 3월 29일-1905년 11월 11일                           | ???                                                        | 스트렝                                                     |                                                            |
| 후고 릴리우스                                              |                                                            | 청년 핀란드당                                              | 1905년 12월 1일–1908년 8월 1일                             | 메켈린                                                     |
| 카를로 카스트렌                                            |                                                            | 청년 핀란드당                                              | 1908년 8월 1일-1909년 4월 25일                             | 혤트                                                       |
| 후고 라우타패                                              |                                                            | 핀란드당                                                   | 1909년 4월 25일-1909년 11월 13일                           | 혤트                                                       |
| 블라디미르 마르코프                                        |                                                            | 러시아인                                                   | 1909년 11월 13일-1912년                                    | 마르코프                                                   |
| 에르네스트 릭하르드 라이네살로                             |                                                            | 핀란드당                                                   | 1912년-1913년 6월 18일                                     | 마르코프                                                   |
| 미하일 간스카우                                            |                                                            | 러시아인                                                   | 1912년 6월 20일-1917년 3월 26일                            | 보로비티노프                                               |
| 알란 세를라키우스                                          |                                                            | 핀란드당                                                   | 1917년 3월 26일–1917년 9월 8일                             | 토코이                                                     |
| 알란 세를라키우스                                          | 1917년 9월–1917년 11월 27일                                | 핀란드당                                                   | 세탤래                                                     |                                                            |
| 사회국장( sosialitoimituskunnan päällikkö , 1917년-1918년) |                                                            |                                                            |                                                            |                                                            |
| 각료                                                       | 정당                                                       | 정당                                                       | 임기                                                       | 원로원                                                     |
| 루돌프 홀스티                                              |                                                            | 청년 핀란드당                                              | 1917년 9월-1917년 11월 27일                                | 세탤래                                                     |
| 오스카리 빌호 로우히부오리                                 |                                                            | 핀란드당                                                   | 1917년 11월 27일–1918년 5월 27일                           | 제1차 스빈후부드                                           |
| 오스카리 빌호 로우히부오리                                 | 1918년 5월 27일–1918년 11월 27일                           | 핀란드당                                                   | 제1차 파시키비                                             |                                                            |
| 사회장관( sosiaaliministeri , 1918년-1970년)               |                                                            |                                                            |                                                            |                                                            |
| 각료                                                       | 정당                                                       | 정당                                                       | 임기                                                       | 내각                                                       |
| 에로 에르코                                                |                                                            | 국민연합당                                                 | 1918년 11월 27일–1919년 4월 17일                           | 제1차 잉그만                                               |
| 산테리 알키오                                              |                                                            | 농업동맹                                                   | 1919년 4월 17일–1919년 8월 15일                            | K. 카스트렌                                                |
| 산테리 알키오                                              | 1919년 8월 15일–1920년 3월 15일                            | 농업동맹                                                   | 제1차 벤놀라                                               |                                                            |
| 빌쿠 요우카하이넨                                          |                                                            | 농업동맹                                                   | 1920년 3월 15일–1921년 4월 9일                             | 에리히                                                     |
| 빌쿠 요우카하이넨                                          | 1921년 4월 9일–1922년 6월 2일                              | 농업동맹                                                   | 제2차 벤놀라                                               |                                                            |
| 에이노 악셀리 쿠시                                         |                                                            | 무소속                                                     | 1922년 6월 2일–1922년 11월 14일                            | 제1차 카얀데르                                             |
| 오스카리 만테레                                            |                                                            | 국민진보당                                                 | 1922년 11월 14일–1924년 1월 18일                           | 제1차 칼리오                                               |
| 에이나르 뵈크                                              |                                                            | 무소속                                                     | 1924년 1월 18일–1924년 5월 31일                            | 제2차 카얀데르                                             |
| 닐로 리아카                                                |                                                            | 농업동맹                                                   | 1924년 5월 31일–1924년 11월 21일                           | 제2차 잉그만                                               |
| 라우리 포햘라                                              |                                                            | 국민연합당                                                 | 1924년 5월 31일–1925년 3월 31일                            | 제2차 잉그만                                               |
| 빌쿠 요우카하이넨                                          |                                                            | 농업동맹                                                   | 1925년 3월 31일–1925년 12월 31일                           | 툴렌헤이모                                                 |
| 칼레 로히                                                  |                                                            | 농업동맹                                                   | 1925년 12월 31일–1926년 12월 13일                          | 제2차 칼리오 내각                                          |
| 요한 헬로                                                  |                                                            | 사회민주당                                                 | 1926년 12월 13일–1927년 11월 15일                          | 탄네르                                                     |
| 마티 파시부오리                                            |                                                            | 사회민주당                                                 | 1927년 11월 15일–1927년 12월 17일                          | 탄네르                                                     |
| 칼레 로히                                                  |                                                            | 농업동맹                                                   | 1927년 12월 17일-1928년 12월 22일                          | 제1차 수닐라                                               |
| 닐로 안톤 만니오                                           |                                                            | 국민진보당                                                 | 1928년 12월 22일-1929년 8월 16일                           | 만테레                                                     |
| 헤르만 파빌라이넨                                          |                                                            | 무소속                                                     | 1929년 8월 27일-1930년 7월 4일                             | 제3차 칼리오                                               |
| 에이노 투오미바라                                          |                                                            | 농업동맹                                                   | 1930년 7월 4일-1931년 3월 21일                             | 제2차 스빈후부드                                           |
| 에드바르드 킬펠래이넨                                      |                                                            | 국민연합당                                                 | 1931년 3월 21일-1932년 3월 3일                             | 제2차 수닐라                                               |
| 에르키 파볼라이넨                                          |                                                            | 국민연합당                                                 | 1932년 3월 3일-1932년 10월 20일                            | 제2차 수닐라                                               |
| 칼레 로히                                                  |                                                            | 농업동맹                                                   | 1932년 10월 20일-1932년 12월 14일                          | 제2차 수닐라                                               |
| 에밀 휘니넨                                                |                                                            | 농업동맹                                                   | 1932년 12월 14일-1935년 12월 31일                          | 키비매키                                                   |
| 브루노 사를린                                              |                                                            | 국민진보당                                                 | 1935년 12월 31일-1936년 10월 7일                           | 키비매키                                                   |
| 호페 얀호넨                                                |                                                            | 농업동맹                                                   | 1936년 10월 7일-1937년 3월 12이                            | 제4차 칼리오                                               |
| 야코 케토                                                  |                                                            | 사회민주당                                                 | 1937년 3월 12일-1937년 11월 9일                            | 제3차 카얀데르                                             |
| 카를아우구스트 파게르홀름                                  |                                                            | 사회민주당                                                 | 1937년 11월 9일-1939년 12월 1일                            | 제3차 카얀데르                                             |
| 카를아우구스트 파게르홀름                                  | 1939년 12월 1일–1940년 3월 27일                            | 사회민주당                                                 | 제1차 뤼티                                                 |                                                            |
| 카를아우구스트 파게르홀름                                  | 1940년 3월 27일–1941년 1월 4일                             | 사회민주당                                                 | 제2차 뤼티                                                 |                                                            |
| 카를아우구스트 파게르홀름                                  | 1941년 1월 4일–1943년 3월 5일                              | 사회민주당                                                 | 랑겔                                                       |                                                            |
| 알렉시 알토넨                                              |                                                            | 사회민주당                                                 | 랑겔                                                       | 1941년 1월 4일–1943년 3월 5일                              |
| 카를아우구스트 파게르홀름                                  |                                                            | 사회민주당                                                 | 1943년 3월 5일–1943년 12월 17일                            | 링코미에스                                                 |
| 알렉시 알토넨                                              |                                                            | 사회민주당                                                 | 1943년 12월 17일–1944년 8월 8일                            | 링코미에스                                                 |
| 알렉시 알토넨                                              | 1944년 8월 8일-1944년 9월 21일                             | 사회민주당                                                 | 하크첼                                                     |                                                            |
| 카를아우구스트 파게르홀름                                  |                                                            | 사회민주당                                                 | 1944년 9월 21일-1944년 11월 17일                           | U. 카스트렌                                                |
| 랄프 퇴른그렌                                              |                                                            | 스웨덴인당                                                 | 1944년 11월 17일-1945년 4월 17일                           | 제2차 파시키비                                             |
| 에이노 킬피                                                |                                                            | 사회민주당                                                 | 1945년 4월 17일-1946년 3월 26일                            | 제3차 파시키비                                             |
| 마티 얀후넨                                                |                                                            | 인민민주동맹                                               | 1946년 3월 26일-1948년 7월 29일                            | 페칼라                                                     |
| 발데마르 릴례스트룀                                        |                                                            | 사회민주당                                                 | 1948년 7월 29일-1949년 3월 4일                             | 제1차 파게르홀름                                           |
| 튀네 레이보라르손                                          |                                                            | 사회민주당                                                 | 1949년 3월 4일-1949년 3월 18일                             | 제1차 파게르홀름                                           |
| 알렉시 알토넨                                              |                                                            | 사회민주당                                                 | 1949년 3월 18일-1950년 3월 17일                            | 제1차 파게르홀름                                           |
| 랄프 퇴른그렌                                              |                                                            | 스웨덴인당                                                 | 1950년 3월 17일-1951년 1월 17일                            | 제1차 케코넨                                               |
| 비흐토리 베스테리넨                                        |                                                            | 농업동맹                                                   | 1951년 1월 17일-1951년 9월 20일                            | 제2차 케코넨                                               |
| 랄프 퇴른그렌                                              |                                                            | 스웨덴인당                                                 | 1951년 9월 20일-1952년 11월 26일                           | 제3차 케코넨                                               |
| 배이뇌 레스키넨                                            |                                                            | 사회민주당                                                 | 1952년 11월 26일-1953년 7월 9일                            | 제3차 케코넨                                               |
| 라우리 히에타넨                                            |                                                            | 무소속                                                     | 1953년 7월 9일-1953년 11월 17일                            | 제4차 케코넨                                               |
| 에사 카이틸라                                              |                                                            | 인민당                                                     | 1953년 11월 17일-1954년 5월 5일                            | 투오미오야                                                 |
| 튀네 레이보라르손                                          |                                                            | 사회민주당                                                 | 1954년 5월 5일-1954년 10월 20일                            | 퇴른그렌                                                   |
| 온니 펠토넨                                                |                                                            | 사회민주당                                                 | 1954년 10월 20일-1956년 3월 3일                            | 제5차 케코넨                                               |
| 에이노 사리                                                |                                                            | 인민당                                                     | 1956년 3월 3일-1957년 5월 17일                             | 제2차 파게르홀름                                           |
| 튀네 레이보라르손                                          |                                                            | 사회민주당                                                 | 1957년 5월 17일-1957년 5월 27일                            | 제2차 파게르홀름                                           |
| 이르마 카르비코                                            |                                                            | 인민당                                                     | 1957년 5월 27일-1957년 9월 2일                             | 제1차 숙셀라이넨                                           |
| 아이노 말카매키                                            |                                                            | 사회민주당                                                 | 1957년 9월 2일-1957년 11월 29일                            | 제1차 숙셀라이넨                                           |
| 헤이키 바리스                                              |                                                            | 무소속                                                     | 1957년 11월 29일-1958년 4월 26일                           | 폰 피안트                                                  |
| 발데마르 릴례스트룀                                        |                                                            | 사회민주당                                                 | 1958년 4월 26일-1958년 8월 29일                            | 쿠스코스키                                                 |
| 배이뇌 레스키넨                                            |                                                            | 사회민주당                                                 | 1958년 8월 29일-1959년 1월 13일                            | 제3차 파게르홀름                                           |
| 비에노 시모넨                                              |                                                            | 농업동맹                                                   | 1959년 1월 13일-1961년 7월 14일                            | 제2차 숙셀라이넨                                           |
| 비에노 시모넨                                              | 1961년 7월 14일-1962년 4월 13일                            | 농업동맹                                                   | 제1차 미에투넨                                             |                                                            |
| 올라비 사리넨                                              |                                                            | 노농사회민주동맹                                           | 1962년 4월 13일-1963년 10월 18일                           | 제1차 카랼라이넨                                           |
| 올라비 라흐텔라                                            |                                                            | 농업동맹                                                   | 1963년 11월 1일-1963년 12월 18일                           | 제1차 카랼라이넨                                           |
| 올로프 오얄라                                              |                                                            | 무소속                                                     | 1963년 12월 18일-1964년 9월 12일                           | 레흐토                                                     |
| 유호 텐히앨래                                              |                                                            | 인민당                                                     | 1964년 9월 12일-1966년 5월 27일                            | 비롤라이넨                                                 |
| 마티 코이부넨                                              |                                                            | 인민민주동맹                                               | 1966년 5월 27일-1968년 3월 22일                            | 제1차 파시오                                               |
| 아나리사 티엑소                                            |                                                            | 인민민주동맹                                               | 1968년 3월 22일-1970년 5월 14일                            | 제1차 코이비스토                                           |
| 사회보건장관( sosiaali- ja terveysministeri , 1970년-현재) |                                                            |                                                            |                                                            |                                                            |
| 각료                                                       | 정당                                                       | 정당                                                       | 임기                                                       | 내각                                                       |
| 군나르 코르호넨                                            |                                                            | 무소속                                                     | 1970년 5월 14일-1970년 7월 15일                            | 제1차 아우라                                               |
| 아나리사 티엑소                                            |                                                            | 인민민주동맹                                               | 1970년 7월 15일-1971년 3월 26일                            | 제2차 카랼라이넨                                           |
| 페카 쿠시                                                  |                                                            | 사회민주당                                                 | 1971년 3월 26일-1971년 10월 29일                           | 제2차 카랼라이넨                                           |
| 알리 라흐티넨                                              |                                                            | 무소속                                                     | 1971년 10월 29일-1972년 2월 23일                           | 제2차 아우라                                               |
| 오스모 카이파이넨                                          |                                                            | 사회민주당                                                 | 1972년 2월 23일-1972년 9월 4일                             | 제2차 파시오                                               |
| 세이야 카르키넨                                            |                                                            | 사회민주당                                                 | 1972년 9월 4일-1975년 6월 13일                             | 제1차 소르사                                               |
| 알리 라흐티넨                                              |                                                            | 무소속                                                     | 1975년 6월 13일-1975년 11월 30일                           | 리나마                                                     |
| 이르마 토이바넨                                            |                                                            | 자유인민당                                                 | 1975년 11월 30일-1976년 9월 29일                           | 제2차 미에투넨                                             |
| 이르마 토이바넨                                            | 1976년 9월 29일-1977년 5월 15일                            | 자유인민당                                                 | 제3차 미에투넨                                             |                                                            |
| 미르코 튀욀래얘르비                                        |                                                            | 사회민주당                                                 | 1977년 5월 15일-1979년 5월 26일                            | 제2차 소르사                                               |
| 시니카 루야펜틸래                                          |                                                            | 사회민주당                                                 | 1979년 5월 26일-1982년 2월 19일                            | 제2차 코이비스토                                           |
| 야코브 쇠데르만                                            |                                                            | 사회민주당                                                 | 1982년 2월 19일-1982년 6월 30일                            | 제3차 소르사                                               |
| 바푸 타이팔레                                              |                                                            | 사회민주당                                                 | 1982년 7월 1일-1983년 5월 6일                              | 제3차 소르사                                               |
| 에바 쿠스코스키                                            |                                                            | 중앙당                                                     | 1983년 5월 6일-1987년 4월 30일                             | 제4차 소르사                                               |
| 헬레나 페솔라                                              |                                                            | 국민연합당                                                 | 1987년 4월 30일-1989년 12월 31일                           | 홀케리                                                     |
| 마우리 미에티넨                                            |                                                            | 국민연합당                                                 | 1990년 1월 1일-1991년 4월 26일                             | 홀케리                                                     |
| 에바 쿠스코스키                                            |                                                            | 중앙당                                                     | 1991년 4월 26일-1992년 4월 24일                            | 아호                                                       |
| 요르마 후타넨                                              |                                                            | 중앙당                                                     | 1992년 4월 24일-1995년 4월 13일                            | 아호                                                       |
| 시니카 묀캐레                                              |                                                            | 사회민주당                                                 | 1995년 4월 13일-1999년 4월 15일                            | 제1차 리포넨                                               |
| 마이야 페르호                                              |                                                            | 국민연합당                                                 | 1999년 4월 15일-2003년 4월 17일                            | 제2차 리포넨                                               |
| 시니카 묀캐레                                              |                                                            | 사회민주당                                                 | 2003년 4월 17일-2003년 6월 24일                            | 얘텐매키                                                   |
| 시니카 묀캐레                                              | 2003년 6월 24일-2005년 9월 23일                            | 사회민주당                                                 | 제1차 반하넨                                               |                                                            |
| 툴라 하타이넨                                              |                                                            | 사회민주당                                                 | 제1차 반하넨                                               | 2005년 9월 23일-2007년 4월 19일                            |
| 리사 휘샐래                                                |                                                            | 중앙당                                                     | 2007년 4월 19일-2010년 5월 24일                            | 제2차 반하넨                                               |
| 유하 레훌라                                                |                                                            | 중앙당                                                     | 2010년 5월 24일-2010년 6월 22일                            | 제2차 반하넨                                               |
| 유하 레훌라                                                | 2010년 6월 22일-2011년 6월 22일                            | 중앙당                                                     | 키비니에미                                                 |                                                            |
| 파울라 리시코                                              |                                                            | 국민연합당                                                 | 2011년 6월 22일-2014년 6월 24일                            | 카타이넨                                                   |
| 라우라 래튀                                                |                                                            | 국민연합당                                                 | 2014년 6월 24일-2015년 5월 29일                            | 스투브                                                     |
| 하나 맨튈래                                                |                                                            | 핀인당                                                     | 2015년 5월 29일-2016년 8월 25일                            | 시필래                                                     |
| 피르코 마틸라                                              |                                                            | 핀인당                                                     | 2016년 8월 25일-현재                                       | 시필래                                                     |
| 피르코 마틸라                                              | 청색미래당                                                 |                                                            | 2016년 8월 25일-현재                                       | 시필래                                                     |